# Markus Göllner
Markus Göllner ist ein ehemaliger deutscher Skispringer.
Göllner startete zwischen 1989 und 1991 bei insgesamt drei Springen im Skisprung-Weltcup. Sein Debüt gab er dabei am 28. Dezember 1989 in Oberstdorf im Rahmen der Vierschanzentournee 1989/90. Mit dem dort erreichten 61. Platz und dem 74. Platz in Garmisch-Partenkirchen belegte er am Ende der Tournee den 85. Platz in der Gesamtwertung. Ein Jahr später startete er beim Skiflug-Weltcup am Kulm und erreichte dort den 27. Platz, was ihm aber keinerlei Weltcup-Punkte einbrachte. Es war sein letztes internationales Springen, bevor er seine aktive Skisprungkarriere beendete.